# Valsjöheden
Valsjöheden är ett naturreservat i Lindesbergs kommun i Örebro län.
Området är naturskyddat sedan 1996 och är 4 hektar stort. Reservatet omfattar en del av en flack grusås, som mest består av sand. På åsen växer en nittioårig tallskog och reservatet är också en lokal för mosippan.